# Мак-Нері (Аризона)
Мак-Нері (англ. McNary) — переписна місцевість (CDP) в США, в округах Апачі і Навахо штату Аризона. Населення — 484 особи (2020).

## Географія
Мак-Нері розташований за координатами 34°5′32″ пн. ш. 109°51′5″ зх. д. / 34.09222° пн. ш. 109.85139° зх. д. (34.092260, -109.851313). За даними Бюро перепису населення США в 2010 році переписна місцевість мала площу 14,41 км², з яких 14,23 км² — суходіл та 0,19 км² — водойми.

## Демографія
Згідно з переписом 2010 року, у переписній місцевості мешкало 528 осіб у 124 домогосподарствах у складі 112 родин. Густота населення становила 37 осіб/км². Було 136 помешкань (9/км²).
Расовий склад населення:
| - 89,4 % — корінних американців - 4,9 % — білих - 0,4 % — чорних або афроамериканців - 2,1 % — осіб інших рас |

До двох чи більше рас належало 3,2 %. Частка іспаномовних становила 14,8 % від усіх жителів.
За віковим діапазоном населення розподілялося таким чином: 45,8 % — особи молодші 18 років, 51,9 % — особи у віці 18—64 років, 2,3 % — особи у віці 65 років та старші. Медіана віку мешканця становила 19,5 року. На 100 осіб жіночої статі у переписній місцевості припадало 112,0 чоловіків; на 100 жінок у віці від 18 років та старших — 100,0 чоловіків також старших 18 років.
Середній дохід на одне домашнє господарство становив 44 383 долари США (медіана — 35 000), а середній дохід на одну сім'ю — 43 029 доларів (медіана — 31 875). Медіана доходів становила 25 417 доларів для чоловіків та 18 750 доларів для жінок. За межею бідності перебувало 48,4 % осіб, у тому числі 64,0 % дітей у віці до 18 років та 33,3 % осіб у віці 65 років та старших.
Цивільне працевлаштоване населення становило 174 особи. Основні галузі зайнятості: освіта, охорона здоров'я та соціальна допомога — 24,1 %, мистецтво, розваги та відпочинок — 23,6 %, роздрібна торгівля — 14,4 %, будівництво — 13,2 %.